# لانگ برنچ (نیوجرسی)
لانگ برنچ (به انگلیسی: Long Branch) شهری در ایالت نیوجرسی کشور ایالات متحده آمریکا است که جمعیت آن در سرشماری سال ۲۰۱۰ میلادی، ۳۰٬۷۱۹ نفر بوده‌است.